# Hochschule für Musik Hanns Eisler Berlin

Logo

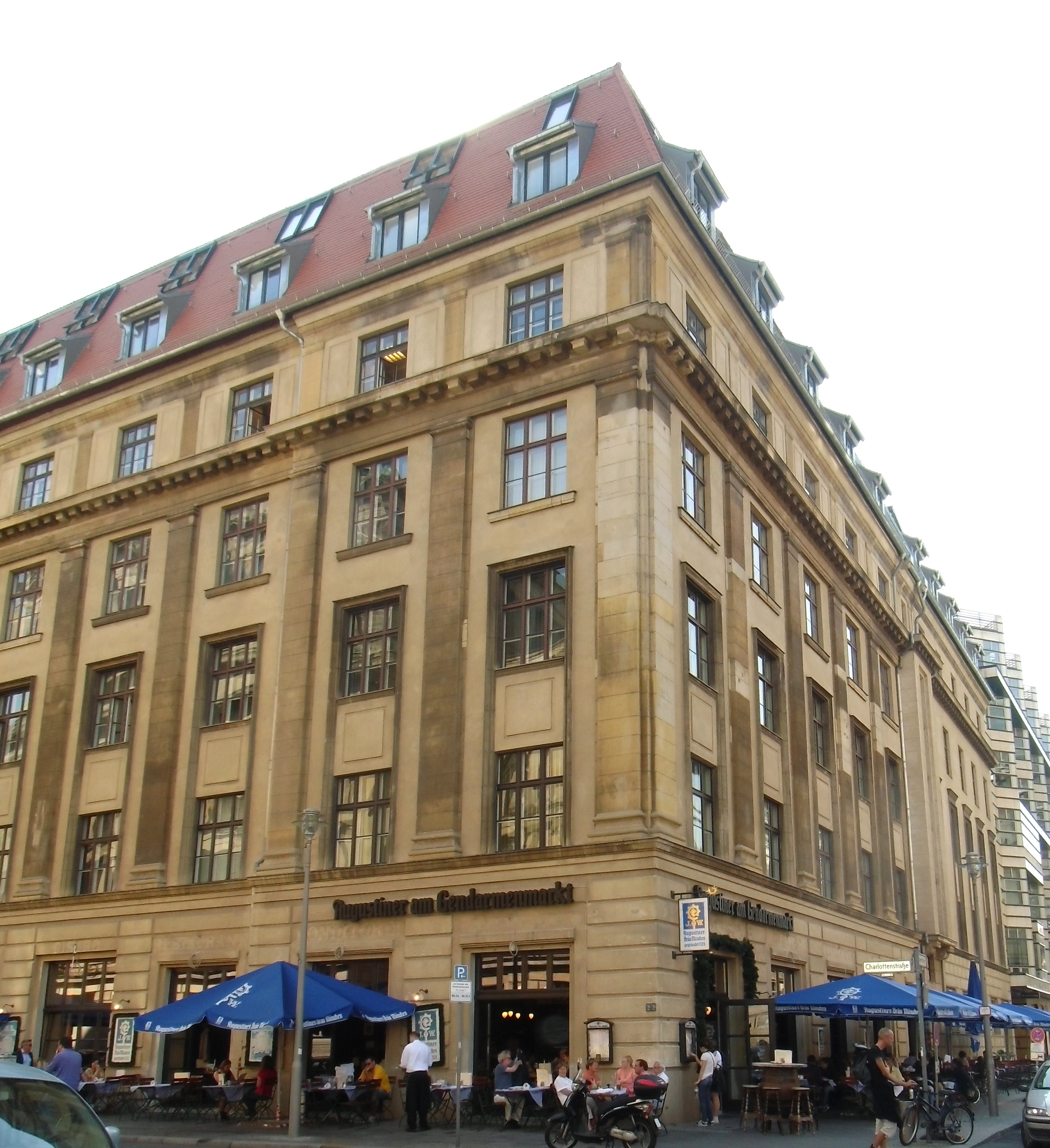
Het huidige hoofdgebouw aan de Charlottenstr. 55 in Berlijn

De Hochschule für Musik Hanns Eisler Berlin (HFM) in Berlijn werd opgericht in 1950 en is een staatshogeschool voor muziek. Zij is in 1964 genoemd naar de componist Hanns Eisler.
Als studierichtingen werden aangeboden accordeon, blaasinstrumenten, dirigeren, zang, gitaar, harp, jazz, piano, compositie, koorrepetitie, muziektheater, pauken, regie, slagwerk, strijkinstrumenten en toonzetting.

## Geschiedenis
Omdat na de opricht van de Duitse Democratische Republiek (DDR) de conservatoria en de hoge scholen voor muziek zich uitsluitend in West-Berlijn bevonden, nam het ministerie van volksonderwijs van de DDR in 1949 het besluit een nieuwe hogeschool voor muziek op te richten. Op 1 oktober 1950 werd in een pand in de Wilhelmstraat in Oost-Berlijn de Deutsche Hochschule für Musik geopend.
De rector magnificus bij de oprichting was de musicoloog professor Dr. Georg Knepler en tot de professoren behoorden onder anderen Rudolf Wagner-Régeny en Hanns Eisler (compositie), Helmut Koch (dirigeren), Helma Prechter en Arno Schellenberg (zang). Directeur van het conservatorium aan de nieuwe hogeschool was Reinhold Krug. In 1959 werd Eberhard Rebling rector magnificus.

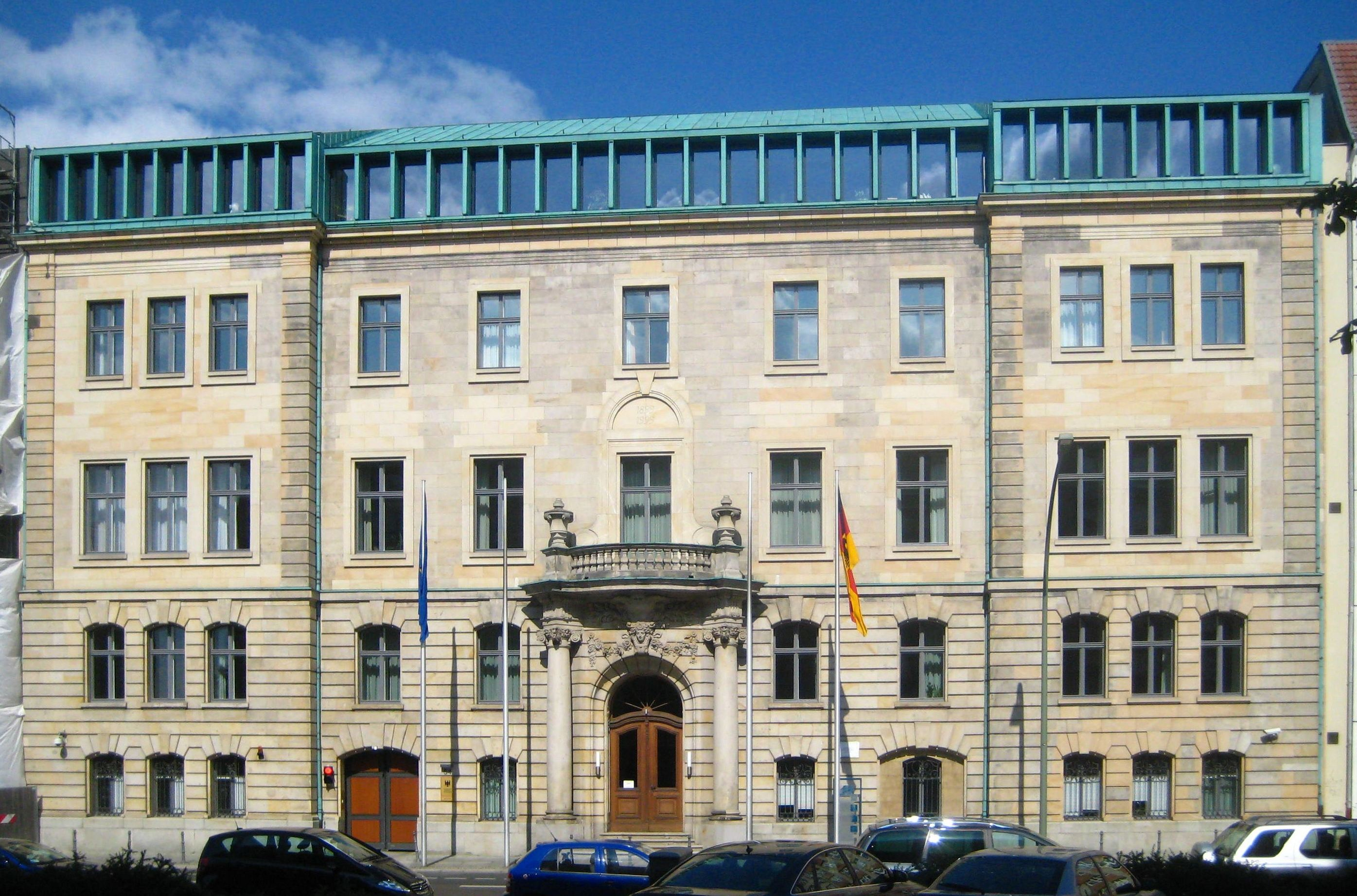
Het voormalig hoofdgebouw aan de Wilhelmstr. 54 in Berlijn

In 1953 werd de studierichting regie voor de opleiding van opera- en muziektheater-regisseuren ingevoerd. Zij was de eerste hoge school in Europa, die een dergelijke studierichting in het aanbod had. In 1964 werd de naam in Hochschule für Musik Hanns Eisler Berlin veranderd.
Voor de opleiding van de jongere studenten werd tegelijkertijd met de oprichting van de hogeschool op 1 september 1950 ook de Berufsvollschule für Musik opgericht, die in 1965 de naam veranderde in Spezialschule für Musik en met de Hochschule für Musik Hanns Eisler samengevoegd werd. Sinds 1991 heet deze afdeling nu Carl-Philipp-Emanuel-Bach-Gymnasium.

## Actueel

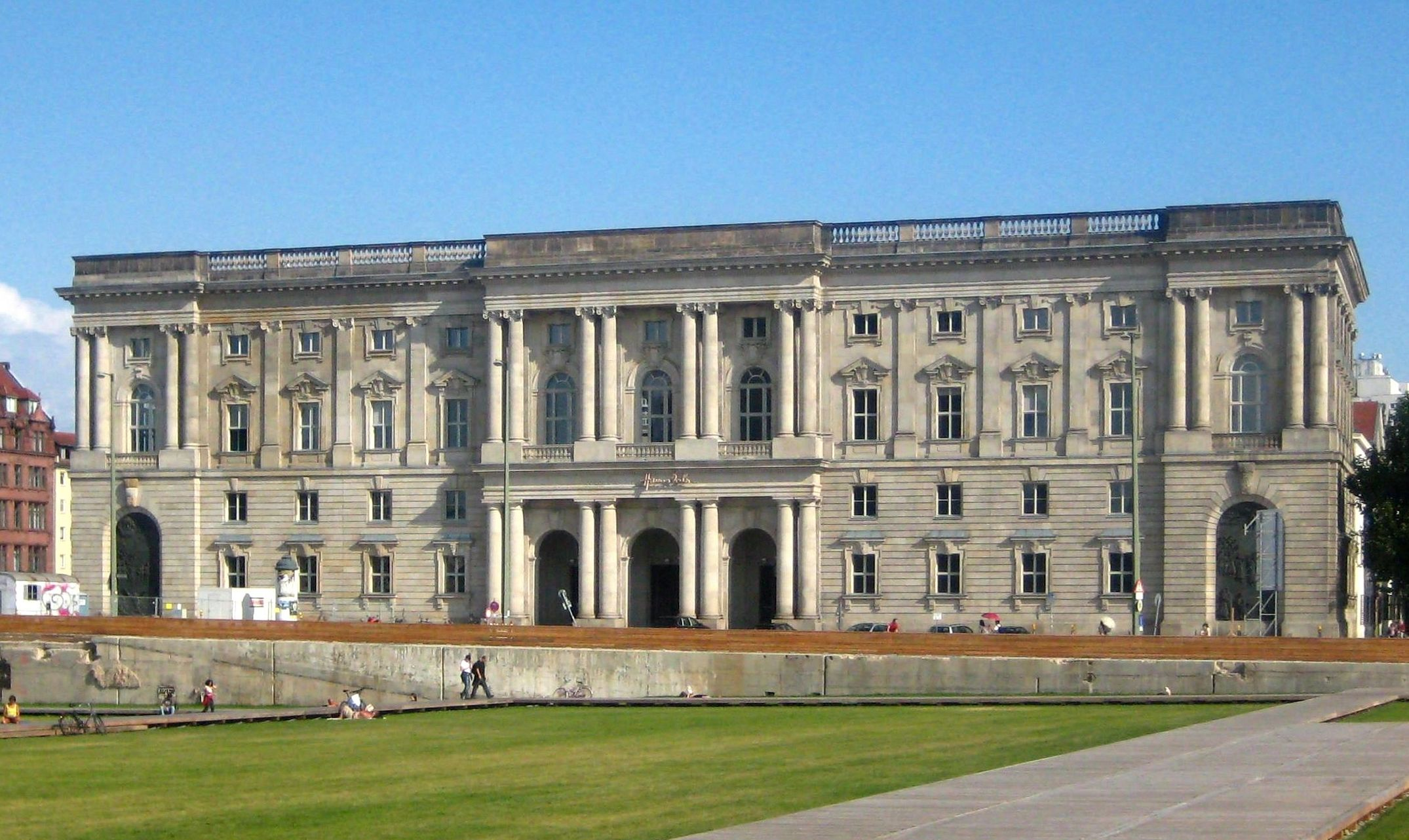
Dependance "Der Neue Marstall" aan het Slotplein (Museumsinsel)

Sinds 1987 is de hogeschool gevestigd in een gebouw in het historische midden van Berlijn aan de Gendarmenmarkt, achter het Konzerthaus (concertgebouw). Sinds april 2005 en nadat het gebouw grondig werd gerenoveerd bestaat er ook een dependance in het gebouw Der Neue Marstall aan de zuidoostzijde van het Schloßplatz op het Spreeinsel. Die dependance wordt geflankeerd door het Staatsratsgebäude waarin tegenwoordig de European School of Management and Technology is gevestigd en bevindt zich tegenover de zuidelijke gevel van het Humboldt Forum, de reconstructie van het Berliner Stadtschloss.
Sinds 1 oktober 2019 is Prof. Sarah Wedl-Wilson de rector magnificus.

## Bekende studenten
- Thomas Blumenthal (gitarist)
- Claudio Bohorquez (cellist)
- Dagmar Frederic (zangeres)
- Klaus Feldmann (gitarist)
- Tatjana Gürbaca (regie)
- Sol Gabetta (cello)
- Jenny Erpenbeck (regie, schrijver)
- Meike Goosmann, (saxofoniste en klarinettiste)
- Ronald Hänsch (jazztrompettist, genoemd Arnold)
- Martin Helmchen (pianist)
- Danjulo Ishizaka (cellist)
- Sarah Kaiser (jazz- en Soulzangeres)
- Marek Kalbus (zanger)
- Georg Katzer (componist)
- Christiane Klonz (pianist)
- Peter Konwitschny (regie)
- Jochen Kowalski (zanger)
- Monika Leskovar (cellist)
- Siegfried Matthus (componist)
- Johannes Moser (cellist)
- Vera Nemirova (regie)
- Michael Sanderling (cellist)
- Wilfried Schnöke (componist, dirigent en klarinettist)
- Barbara Senator (lyrische mezzosopraan)
- Sung Shi-yeon (dirigente)
- Barbara Thalheim (zangeres)
- Roman Trekel (zanger)
- Klaus Thunemann (fagottist)
- Christian Weidner (saxofonist)
- Jörg-Peter Weigle (dirigent)
- Sebastian Weigle (dirigent)
- Nils Wülker (jazztrompettist, componist, arrangeur)
- You Ji-yeoun (pianist)
- Guy Tuneh (contrabassist)
- Balder Dendievel (hoboïst)